# 野川さくら SUPER BEST 〜さくらのうた〜
『野川さくら SUPER BEST 〜さくらのうた〜』（のがわさくら スーパーベスト -）は、野川さくら初のベストアルバムである。

## 概要
ランティス時代のシングル・アルバムの中からの楽曲と、これまでCD化されていなかった楽曲も収録されている。
「星のキャンバス」は今作の為に書き下ろされた楽曲である。
ジャケット写真は香港で撮影された。
初回限定版には、今まで商品化されていなかったPV5曲が収録されたDVDが付いている。

## 収録内容

### CD
1. そよ風のロンド
  - 作詞：野川さくら / 作曲：影山ヒロノブ / 編曲：須藤賢一
2. ハートのパズル
  - 作詞：野川さくら / 作曲：影山ヒロノブ / 編曲：須藤賢一
3. 星の降る丘
  - 作詞：野川さくら / 作曲：影山ヒロノブ / 編曲：須藤賢一
4. SAKURAマジック〜しあわせになろう〜
  - 作詞：野川さくら / 作曲：影山ヒロノブ / 編曲：須藤賢一
5. 君色パレット
  - 作詞：rino / 作曲：影山ヒロノブ / 編曲：須藤賢一
  - テレビアニメ『φなる・あぷろーち』オープニングテーマ
6. Joyeux Noёl〜聖なる夜の贈りもの〜
  - 作詞：尾崎雪絵 / 作曲：影山ヒロノブ / 編曲：須藤賢一
7. もっっと!
  - 作詞：三重野瞳 / 作曲：影山ヒロノブ /  編曲：橋本由香利
  - テレビアニメ『マジカノ』オープニングテーマ
8. Dual Love on the planet〜葉ノ香〜
  - 作詞：渡邉美佳 / 作曲：影山ヒロノブ / 編曲：渡邉美佳・TAKAYOSHI
  - テレビアニメ『HANOKA 葉ノ香』主題歌
9. 小さくI love you（初CD化楽曲）
  - 作詞：上條貴史 / 作曲：YOFFY / 編曲：サイキックラバー
  - Vシネマ『if〜もしも…で逢えたなら〜』主題歌
  - テレビ番組『アニメぱらだいす!』挿入歌
10. ローズテイル（初CD化楽曲）
  - 作詞：高橋麗子 / 作曲・編曲：WACHA
  - 豊丸産業発売のCRパチンコ機『ローズテイルシリーズ』テーマソング
11. Good morning〜にゃっほ〜♪
  - 作詞：野川さくら / 作曲：影山ヒロノブ /  編曲：須藤賢一
12. とびきり さくら組
  - 作詞・作曲：影山ヒロノブ / 編曲：須藤賢一
13. 卒業アルバムの中の無傷な夢
  - 作詞：野川さくら・影山ヒロノブ / 作曲：影山ヒロノブ / 編曲：須藤賢一
14. 恋、はじめました！
  - 作詞：アキレスKEN / 作曲・編曲：杉浦哲郎
  - テレビアニメ『らぶドル Lovely Idol』オープニングテーマ
15. Romantic summer（SAKURA Ver.）
  - 作詞・作曲・編曲：桃井はるこ
  - テレビアニメ『瀬戸の花嫁』オープニングテーマのソロ音源
16. ハイ・エナジー（SAKURA Ver.）
  - 作詞・作曲：桃井はるこ / 編曲：齋藤真也
  - 特撮ドラマ『Kawaii! JeNny』エンディングテーマのソロ音源
17. 星のキャンバス（新曲）
  - 作詞・作曲：志倉千代丸 / 編曲：水野大輔

### DVD（初回盤のみ）
1. 途中までの方程式
2. 君色パレット
3. もっっと!
4. One Drop
5. 三鷹市上連雀